# Macromesus cryphali
Macromesus cryphali är en stekelart som beskrevs av Yang 1996. Macromesus cryphali ingår i släktet Macromesus och familjen puppglanssteklar. Inga underarter finns listade i Catalogue of Life.